# Ralf H. Dorweiler

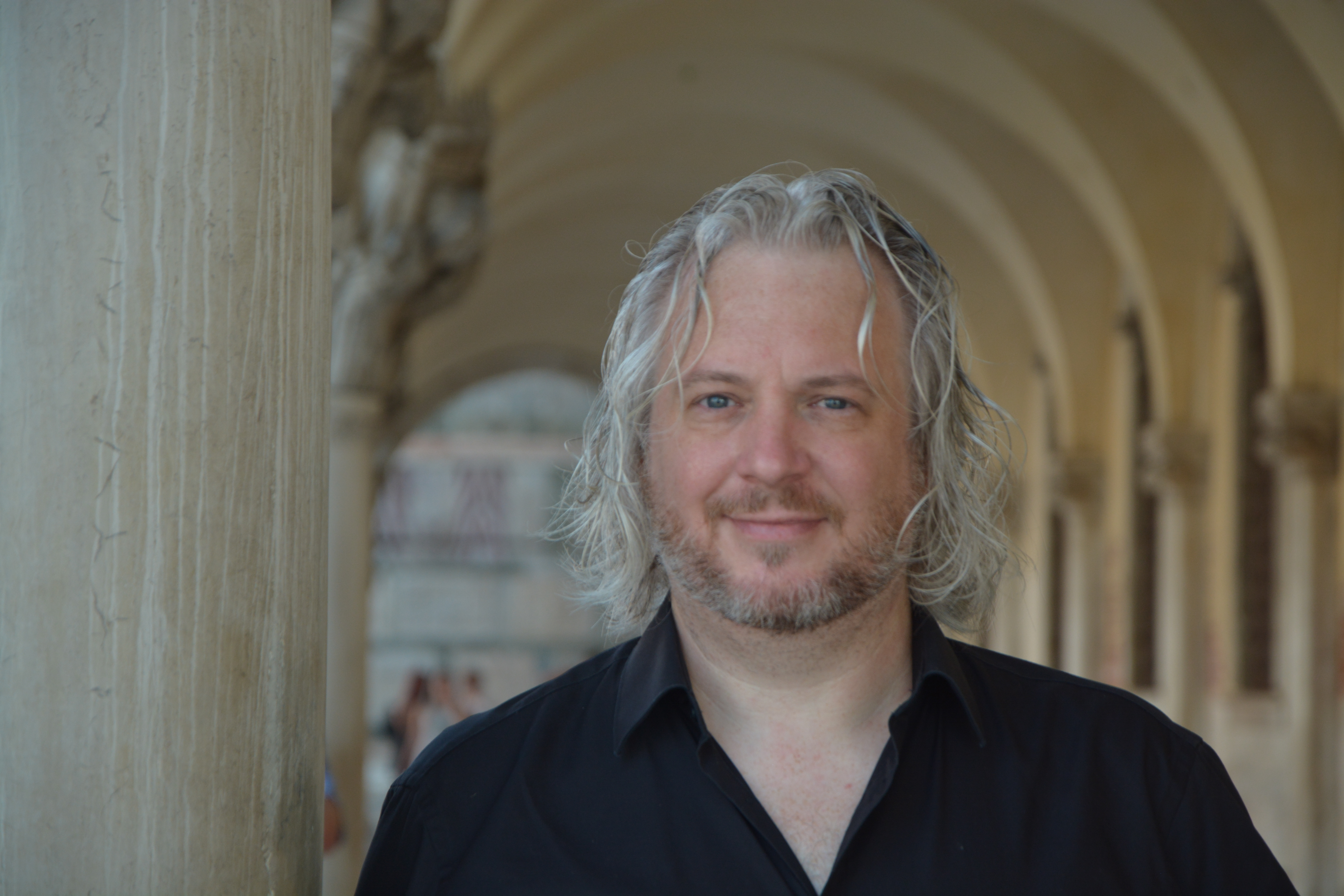
Ralf H. Dorweiler (2016)

Ralf H. Dorweiler (* 9. April 1973 in Nastätten im Taunus) ist ein deutscher Schriftsteller. Seit 2023 veröffentlicht er neben seinem Klarnamen auch unter dem offenen Pseudonym Christian Herzog.

## Leben
Dorweiler zog nach dem Studium der Theater-, Film- und Fernsehwissenschaft in Köln in den Südschwarzwald. Dort arbeitete er als Redakteur für eine Tageszeitung, bis er sich komplett der Schriftstellerei widmete. Ralf H. Dorweiler ist mit der Opernsängerin Daniela Bianca Gierok verheiratet und Vater eines Sohnes. Er wohnt heute im Weserbergland.

## Schaffen

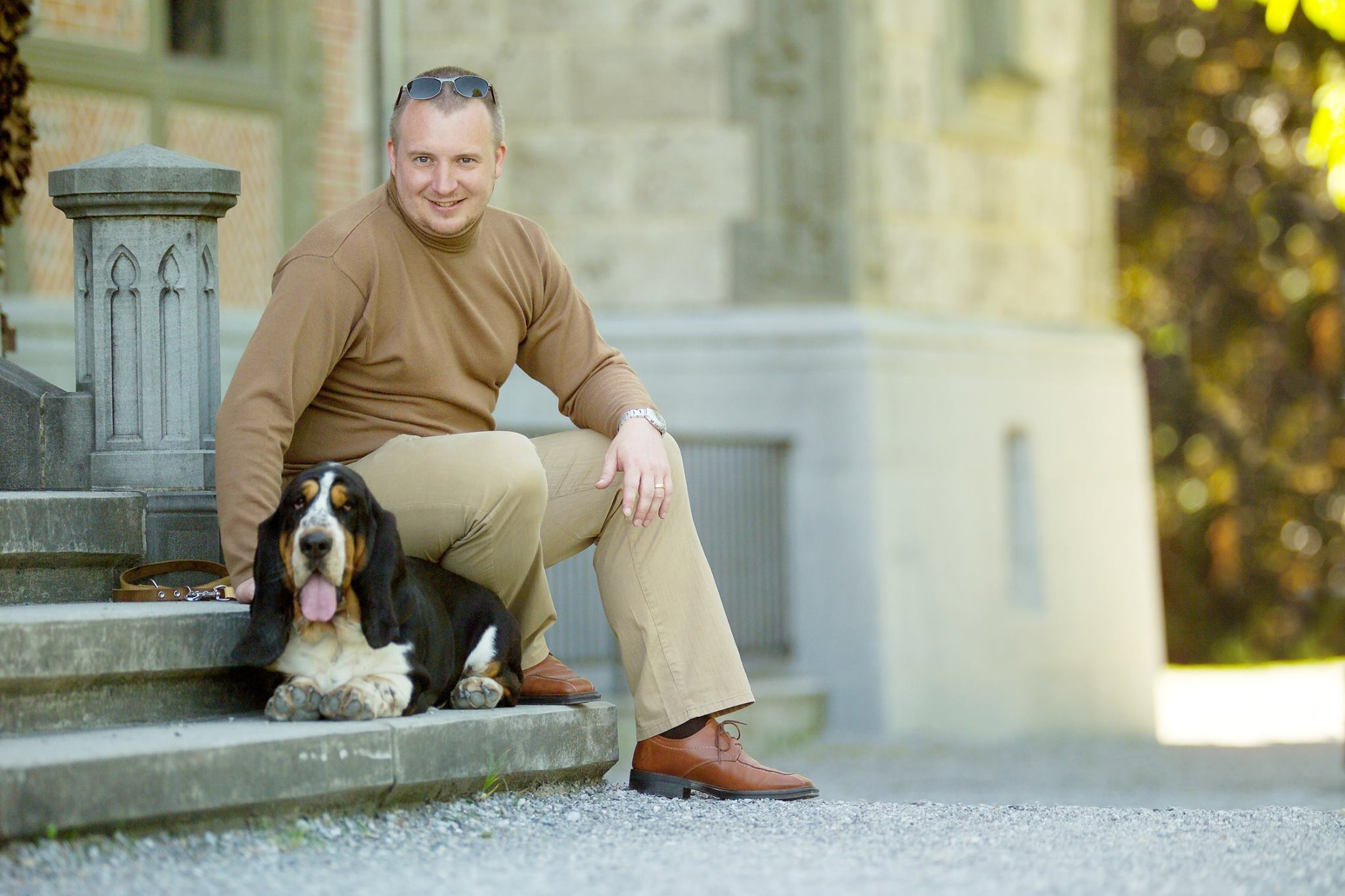
Dorweiler und Dr. Watson

Seinen 2006 veröffentlichten Erstlingsroman Mord auf Alemannisch publizierte er im Emons Verlag aus Köln. In der damit begonnenen siebenteiligen Regionalkrimireihe griff er den alemannischen Dialekt Südbadens auf und legte ihn zum Teil seinen Figuren in den Mund. Dafür holte Dorweiler sich Rat bei Sprachexperten. Der Großteil des Textes ist jedoch in Hochdeutsch verfasst. Die Krimireihe handelt von dem Testdieb Rainer Maria Schlaicher, seinem pubertierenden Sohn und dem Basset Hound Dr. Watson. Während er jährlich einen Roman veröffentlichte, erschienen in mehreren Anthologien Kurzgeschichten und der zusammen mit seiner Frau geschriebene Reiseführer 111 Orte im Schwarzwald, die man gesehen haben muss, der 2021 einen Nachfolger bekam, der sich auf den Südschwarzwald konzentrierte.
Mit dem Pakt der Flößer wechselte Dorweiler 2017 in das Fach des historischen Romans. Mit der Konzeption der historischen Romane verfolgt er nach Eigenaussage die Absicht, spannungsgeladene Geschichten mit Wissen über altes Handwerk mit Bezug zum Schwarzwald zu verknüpfen. Im Pakt der Flößer geschieht dies auf einer Fahrt mit einem Transportfloß auf dem Rhein vom Schwarzwald bis nach Amsterdam im Jahre 1698.
In seinem zweiten Roman Das Geheimnis des Glasbläsers wird die Glasbläserei als alte Handwerkskunst im Rahmen der Geschichte erklärt. Erzählt wird eine Spionagegeschichte aus dem Spätmittelalter.
Im Gesang der Bienen orientiert sich Dorweiler erstmals an einer historischen Hauptfigur, der Äbtissin Hildegard von Bingen. Auch hier beginnt die 1152 angelegte Geschichte im Schwarzwald und das alte Handwerk ist das der Zeidlerei.
In seinem vierten historischen Roman Die Gabe der Sattlerin beschreibt er neben der fiktiven Hauptfigur Charlotte im Jahre 1781 zwei reale Charaktere: den württembergischen Herzog Carl Eugen und den jungen Friedrich Schiller, der gerade die Räuber verfasst hat.
Mit Die Uhrmacher der Königin lässt er zwei Schwarzwälder Brüder nach London reisen, wo sie bis an den Hof Königin Victorias gelangen.
Im Herbst 2023 erschien Die Mission des Goldwäschers, ein Abenteuerroman um die Suche nach dem Schatz der Nibelungen. Der Gruppe der Schatzsucher schließt sich 1771 auch der junge Jurastudent Wolfgang Goethe an.
Im November 2023 veröffentlichte Dorweiler unter dem Pseudonym Christian Herzog einen Thriller mit historischem Bezug bei Wunderlich im Rowohlt-Verlag. Aktion Phoenix behandelt eine fiktive Anschlagsplanung auf die Eröffnungsfeier der Olympischen Sommerspiele 1936 in Berlin, bei der auch der Zeppelin „Hindenburg“, LZ129, eine entscheidende Rolle spielt.
2024 begann seine Zusammenarbeit mit dem Goldmann-Verlag. Der Herzschlag der Toten ist der Auftakt einer historischen Krimireihe, die in den Jahren 1887 und 1888 in Hamburg angesiedelt ist und die Frühzeit der Forensik zum Thema hat. Im ersten Band greift Dorweiler das Thema der Post-Mortem-Fotografie auf.
Die historischen Romane erscheinen auch als Hörbücher. Darüber hinaus gibt Dorweiler Schreibkurse und hält Vorträge über die Schriftstellerei und das Verlagswesen.

## Publikationen
Als Ralf H. Dorweiler
- Mord auf Alemannisch, Emons, Köln 2006. ISBN 978-3-89705-470-7
- Ein Teufel zuviel,  Emons, Köln 2007. ISBN 978-3-89705-518-6
- Schwarzwälder Schinken. Emons, Köln 2008. ISBN 978-3-89705-608-4
- Badische Blutsbrüder. Emons, Köln 2009. ISBN 978-3-89705-683-1
- Sauschwobe!. Emons, Köln 2010. ISBN 978-3-89705-759-3
- Zum Kuckuck. Emons, Köln 2011. ISBN 978-3-89705-890-3
- Salamitaktik. Emons, Köln 2013. ISBN 978-3-95451-138-9
- 111 Orte im Schwarzwald, die man gesehen haben muss. Emons, Köln 2012. ISBN 978-3-89705-950-4
- Der Pakt der Flößer. Bastei Lübbe, Köln 2017. ISBN 978-3-404-17446-1
- Das Geheimnis des Glasbläsers. Bastei Lübbe, Köln 2018. ISBN 978-3-404-17627-4
- Der Gesang der Bienen. Bastei Lübbe, Köln 2019. ISBN 978-3-404-17777-6
- Die Gabe der Sattlerin. Bastei Lübbe, Köln 2020. ISBN 978-3-404-18079-0
- 111 Orte im Südschwarzwald, die man gesehen haben muss. Emons, Köln, 2021. ISBN 978-3740810825
- Die Uhrmacher der Königin. Bastei-Lübbe, Köln 2022, ISBN 978-3-404-18509-2 (512 S.).
- Die Mission des Goldwäschers. Bastei-Lübbe, Köln 2023. ISBN 978-3404189410
- Der Herzschlag der Toten. Goldmann-Verlag, München 2024. ISBN 978-3442494934

Als Christian Herzog
- Aktion Phoenix. Wunderlich-Verlag, Hamburg 2023. Gebundenes Buch ISBN 978-3805201063

## Adaptionen
Als Ralf H. Dorweiler
- Hörbuch zu Der Gesang der Bienen, Audible-Hörbücher, Sprecher: Josef Vossenkuhl, 2020, ungekürzte Fassung
- Hörbuch zu Die Gabe der Sattlerin, Audible-Hörbücher, Sprecherin: Tanja Fornaro, 2021, ungekürzte Fassung
- Hörbuch zu Der Pakt der Flößer, Audible-Hörbücher, Sprecher: Josef Vossenkuhl, 2021, ungekürzte Fassung
- Hörbuch zu Das Geheimnis des Glasbläsers, Audible-Hörbücher, Sprecher: Josef Vossenkuhl, 2021, ungekürzte Fassung
- Hörbuch zu Die Uhrmacher der Königin, Audible-Hörbücher, Sprecher: Josef Vossenkuhl, 2022, ungekürzte Fassung
- Hörbuch zu Die Mission des Goldwäschers, Audible-Hörbücher, Sprecher: Josef Vossenkuhl, 2023, ungekürzte Fassung
- Hörbuch zu Der Herzschlag der Toten, Audible-Hörbücher, Sprecher: Oliver Brod, 2024, ungekürzte Fassung

Als Christian Herzog
- Hörbuch zu Aktion Phoenix, Argon-Verlag, Sprecher: Josef Vossenkuhl, 2023, ungekürzte Fassung